# Кореновський Михайло Михайлович
Михайло Михайлович Кореновський (1984 — 14 січня 2023, Дніпро, Україна) — український боксер, заслужений тренер України з боксу, головний тренер збірної Дніпропетровської області.
Загинув під час російського обстрілу України 14 січня 2023 року. Його квартира була повністю зруйнована крім кухні, а дружина з двома дітьми виходила на момент удару в магазин.
Фотографія його кухні, оголена ракетою, яка знесла зовнішню стіну, широко поширювалася в соціальних мережах після його смерті. Попереднє відео його родини, яка святкує день народження, було опубліковано разом із останнім зображенням. Дружина та діти Кореновського вижили.

## Біографія

### Вбивство
Кореновський — український тренер з боксу, одружений, має двох дітей, убитий російськими збройними силами під час ракетних ударів по Дніпру в 2022—2023 роках. Його дружина та діти, які вийшли на прогулянку перед ракетним ударом, пережили ракетний удар. Кореновський був головним тренером збірної Дніпропетровської області з боксу. Українська армія заявила, що удар було завдано російською ракетою Х-22. На момент атаки Україна не мала можливості збивати ракети Х-22.
Ще 44 були вбиті в тому ж ударі.

### Наслідки
Фотографія, зроблена українським фотографом Яном Доброносовим, на якій зображена яскраво-жовта кухня Кореновського, яку видно крізь відсутню зовнішню стіну 9-поверхової багатоповерхівки, в якій вона містилася, широко поширилася в соціальних мережах у січні 2023 року. Для зйомки Доброносов використовував дрон. Також широко поширювалося відео родини Кореновських, які святкували день народження дитини на тій же кухні за кілька днів до авіаудару.
Зображення викликали задуми політиків і користувачів соціальних мереж. Народний депутат України Зоя Ярош написала: «Тут готували їжу, вели кухонні розмови, святкували свята, сміялися, сперечалися… Це рани на тілі України. Рани на наших домівках».
Кореновського поховали 17 січня 2023 року після прощання біля місцевого інституту фізкультури.

## Сім'я

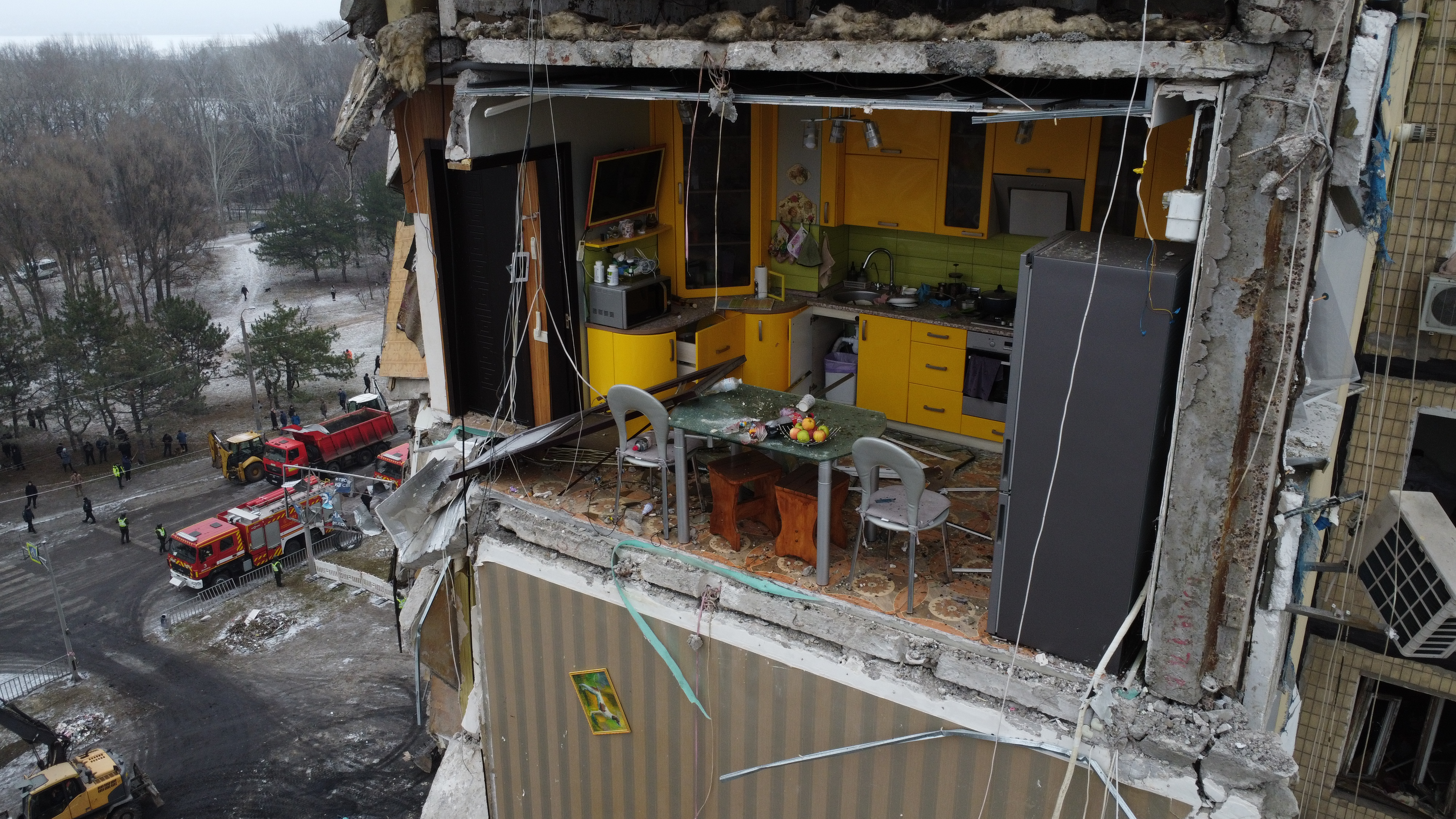
Все, що залишилося від квартири Михайла Кореновського

Дружина та діти.

## Пам'ять
Федерація боксу України наголосила: 
Висловлюємо щирі співчуття родині Михайла. Світла пам'ять усім загиблим від російської агресії

Тарас Іванов: 
Михайло Михайлович Кореновський. Людина легенда, яка виховала багато хороших спортсменів, чемпіонів. Мій син Федір займався в нього. Лише у п'ятницю був на тренуванні. Сьогодні нашого тренера знайшли. ЦАРСТВА ЙОМУ НЕБЕСНОГО І ВІЧНА ПАМ'ЯТЬ! У нього залишилися дружина та двоє діток, у момент вибуху вони були на вулиці, чекали свого батька. Вони залишилися без батька та даху над головою

## Дивіться також
- Список українських спортсменів, тренерів і функціонерів, що загинули під час Революції гідності чи внаслідок російської агресії в Україні